# 민타 더피

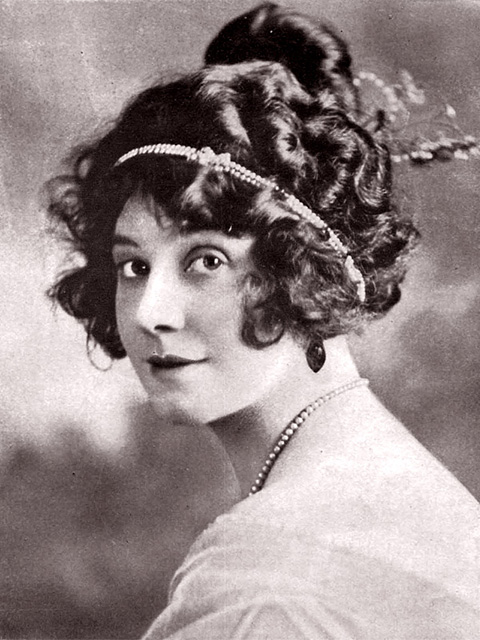

민타 더피(Araminta Estelle Durfee, 1889년 10월 1일 ~ 1975년 9월 9일)는 미국의 배우, 영화배우이다.
로스앤젤레스에서 태어났으며 우들랜드힐스에서 사망하였다. 포리스트 론 메모리얼 파크에 매장되었다.

## 영화
- 매드 매드 대소동 (1963년)
- 러브 어페어 (1957년)
- 이브 뉴 허 애플스 (1945년)
- 드로핑튼스 데블리쉬 디드 (1915년)
- 아워 데어-데블 치프 (1915년)
- 라운더스 (1914년)
- 매스쿼레이더 (1914년)
- 코트 인 어 카바레 (1914년)
- 생계 (1914년)
- 영화광 (1914년)
- 찰리의 오락 (1914년)
- 스타 하숙생 (1914년)
- 마벨의 운전 (1914년)
- 20분의 사랑 (1914년)
- 녹아웃 (1914년)
- 그의 새로운 일 (1914년)
- 새로온 수위 (1914년)
- 혹독한 사랑 (1914년)